# Дителлурид платины
Дителлурид платины — бинарное неорганическое соединение
платины и теллура
с формулой PtTe2,
светло-серые кристаллы.

## Получение
- В природе встречается минерал мончеит — PtTe2 с примесями Bi [2].

- Сплавление стехиометрических количеств чистых веществ:

{\displaystyle {\mathsf {Pt+2Te\ {\xrightarrow {1150^{o}C}}\ PtTe_{2}}}}

## Физические свойства
Дителлурид платины образует светло-серые кристаллы
тригональной сингонии,
пространственная группа P 3m1,
параметры ячейки a = 0,40259 нм, c = 0,52209 нм, Z = 1
.